# Mon légionnaire (Film)
Mon légionnaire (auch Our Men) ist ein Filmdrama von Rachel Lang, das im Juli 2021 bei den Internationalen Filmfestspielen von Cannes seine Premiere feierte und im Oktober 2021 in die französischen Kinos kam.

## Handlung
Nika, Anfang zwanzig, verlässt die Ukraine, um bei ihrem Verlobten Vlad zu leben, ein frischgebackener Soldat, der von der Fremdenlegion angeworben wurde und auf Korsika stationiert ist. Nika wird schnell in die Pflichten der Frau eingeführt und findet Rat bei Céline, deren Ehemann Maxime der Lieutenant der Kompanie ist, in der Vlad dient. Céline ist Anwältin und mit der Situation, in der sich die Ehefrauen von Soldaten auf der Insel wiederfinden, unzufrieden. Nika hingegen stürzt sich in die Rolle der „ergebenen Ehefrau“ und brandmarkt sich buchstäblich mit einem Tattoo auf ihrem Rücken, das „Mon légionnaire“ lautet. Während sie auf die Rückkehr ihrer Ehemänner von einem Einsatz warten, lernt Nika Französisch und Autofahren und passt auf Célines Sohn auf.

## Produktion

### Stab und Besetzung
Regie führte Rachel Lang, die auch das Drehbuch schrieb. Sie wurde 1984 in Straßburg geboren und studierte Philosophie und Theaterwissenschaften. Anschließend besuchte sie das Institut des arts de diffusion. Für ihren Abschlussfilm Pour toi je sait battle wurde sie im Jahr 2010 beim Locarno Festival mit dem Silbernen Leoparden ausgezeichnet. Mon légionnaire ist ihr zweiter Spielfilm. Lang absolvierte auch eine militärische Laufbahn. Sie ist Leutnant in der französischen Armee und in der Reserve des 40. Fernmelderegiments in Thionville und ließ diese Erfahrungen in ihren Film einfließen. Bereits im Alter von 19 Jahren war sie als Offizierin der Reserve der französischen Armee für einen Zug von 30 Personen verantwortlich. Von 2015 bis 2020 war sie Zugführerin und leitete in dieser Funktion im Jahr 2017 eine Einheit bei der Opération Barkhane in Mali.
Eines der Dinge, die sie als Soldatin in der Armee am meisten beeindruckt hätten, sei die Fähigkeit dieser Institution, Einzelpersonen in gefügige Körper zu verwandeln, und der Geist des Zusammenhalts, der sich aus dieser kollektiven Transformation ergibt, so Lang: "Menschen, die im zivilen Leben nie miteinander gesprochen hätten, werden zu Brüdern. In der Gruppe sind wir stärker als alleine." Bei der Rückkehr ins zivile Leben stelle sich anfänglich ein gewisser Grad an Sinnlosigkeit und ein Mangel an Intensität im Vergleich zu militärischen Aktivitäten ein: "Das Teilen mit anderen ist nicht mehr dasselbe, das bürgerliche Leben erscheint oberflächlich." Insbesondere durch die Mitgliedschaft in der Fremdenlegion würde die Beziehung eines Paares auf die Probe gestellt. Diese Eliteeinheit habe den Ruf, eine echte „Familie“ zu sein, und wer sich dort verpflichtet, könne 5 Jahre lang kein normales Leben führen.
Die litauische Schauspielerin Ina Marija Bartaitė, die Anfang April 2021 bei einem Autounfall ums Leben kam, spielt Nika. Alexander Kusnezow spielt ihren Freund, den Soldaten Vlad. Camille Cottin ist in der Rolle von Céline zu sehen. Louis Garrel spielt deren Ehemann, den Unteroffizier Maxime. Naidra Ayadi spielt Soumeya.
Einige kleinere Neben- und Statistenrollen besetzte Lang mit echten Soldaten und Legionären. Die Hauptdarsteller nahmen in Vorbereitung auf ihre Rollen an einer maßgeschneiderten, dreitägigen militärischen Ausbildung durch drei dieser kampferprobten Männer teil.

### Filmförderungen und Dreharbeiten
Die französisch-belgische Koproduktion erhielt Filmförderungen von zahlreichen Stellen, so von Strasbourg Eurométropole, der Région Grand Est, dem Centre national de la cinématographie, von Creative Europe MEDIA und vom Centre du Cinéma et de l´Audiovisuel de la Fédération Wallonie-Bruxelles. Insgesamt standen Lang rund 3,9 Millionen Euro zur Verfügung.
Gedreht wurde im Frühjahr 2019 in der Region Saint-Florent, in der Hafenstadt Calvi an der Nordwestküste Korsikas, ein paar Tage in Straßburg und zwei Wochen lang in Marokko. Dort habe eine große Schwierigkeit darin bestanden, eine Wüste für einen 360°-Rundumblick zu finden, um der Tristesse, in der die Soldaten hier ausharren, Ausdruck zu verleihen, so die Regisseurin. Als Kamerafrau fungierte Fiona Braillon, mit der Lang bereits für ihr Spielfilmdebüt Baden Baden – Glück aus dem Baumarkt? zusammenarbeitete.
Für das Szenenbild zeichnete, ebenfalls wie bei diesem Film, Jean-François Sturm verantwortlich. Die verwendete Ausrüstung und die genutzten Fahrzeuge wurden von der marokkanischen Armee geliehen.

### Veröffentlichung
Die Premiere erfolgte am 15. Juli 2021 bei den Internationalen Filmfestspielen von Cannes, wo Mon légionnaire als Abschlussfilm der der Nebenreihe Quinzaine des Réalisateurs gezeigt wurde. Am 6. Oktober 2021 kam der Film in die französischen Kinos. Kurz später wurde er beim London Film Festival vorgestellt. Im März 2022 wurde er bei dem von Unifrance und „Film at Lincoln Center“ gemeinsam organisierten „Rendez-Vous With French Cinema“ in New York gezeigt. Ende April, Anfang Mai 2022 wird er beim Prague International Film Festival (Febiofest) gezeigt.

## Auszeichnungen

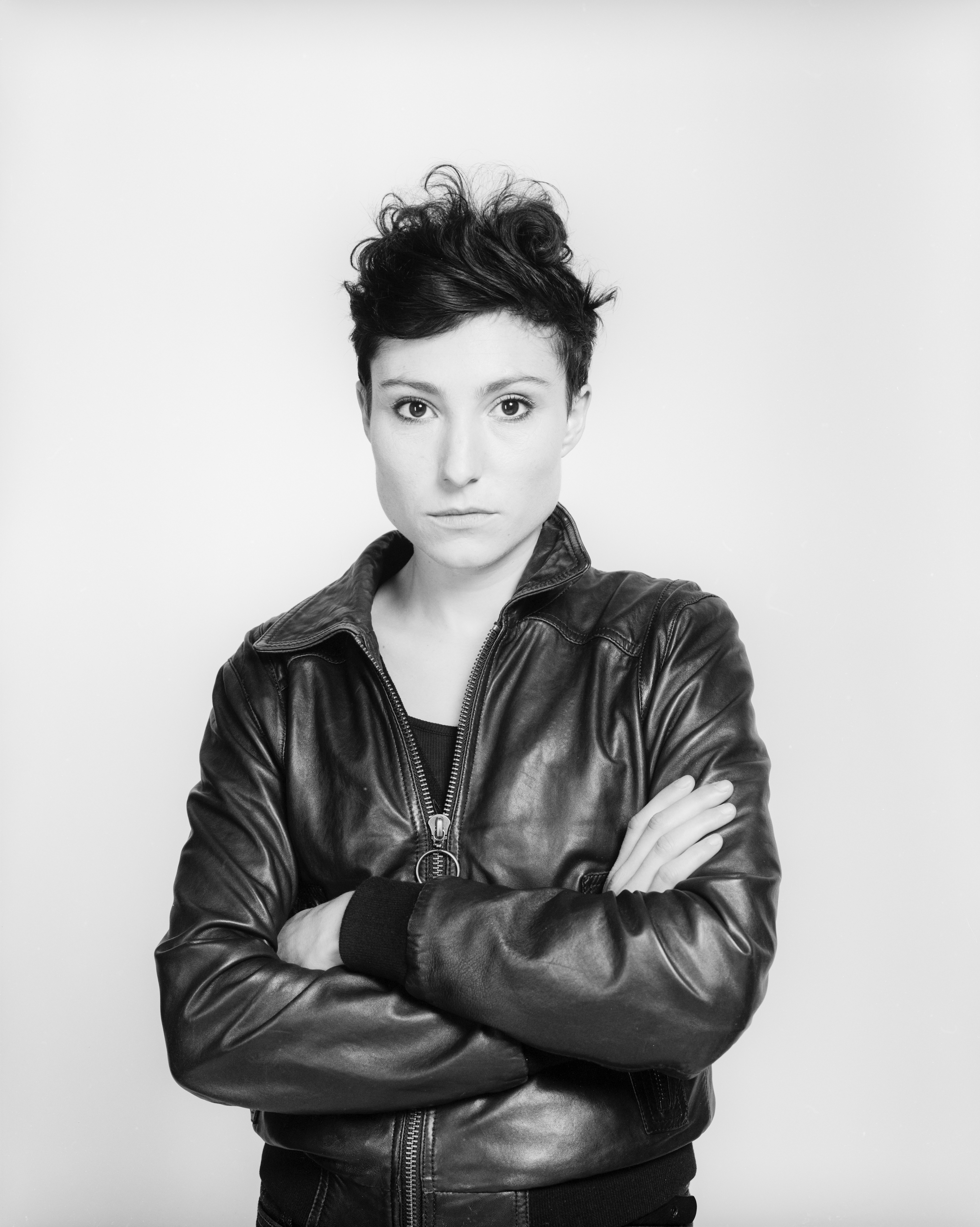
Die Regisseurin Rachel Lang

Internationales Filmfestival von Stockholm 2021
- Nominierung für das Bronzene Pferd (Rachel Lang)[19]

Namur International French-Language Film Festival 2021
- Auszeichnung mit dem Critics Award (Rachel Lang)
- Auszeichnung mit dem Golden Bayard für das Beste Drehbuch (Rachel Lang)
- Nominierung als Bester Film für den Golden Bayard (Rachel Lang)[20]

São Paulo International Film Festival 2021
- Nominierung als Bester Film im New Directors Competition (Rachel Lang)[21]